# Wilhelmina Varicosus
Wilhelmina Varicosus (Engels: Wilhelmina Grubbly-Plank) is een personage uit de Harry Potterboekenreeks van J.K. Rowling. Ze is docent Verzorging van Fabeldieren. Ze was een tijdelijke vervanger van Rubeus Hagrid in het vierde boek toen Hagrid niet in staat was les te geven, en in het vijfde boek toen Hagrid in opdracht van Albus Perkamentus op reis was.
Er is niet veel over haar bekend, behalve dat ze een zeer efficiënte lerares is, die zonder problemen de inspecties van Dorothea Omber doorstond. Ze lijkt zeer tevreden met de manier waarop Perkamentus Zweinstein runt. Harry Potter vertrouwt haar voldoende om met zijn uil Hedwig naar haar toe te gaan wanneer zij gewond is. Harry weigert echter om tegenover anderen toe te geven dat Varicosus een goede lerares is: hij zal nooit en te nimmer Hagrid afvallen, hoe bijna-fataal zijn lessen soms ook zijn.